# Dan Halutz

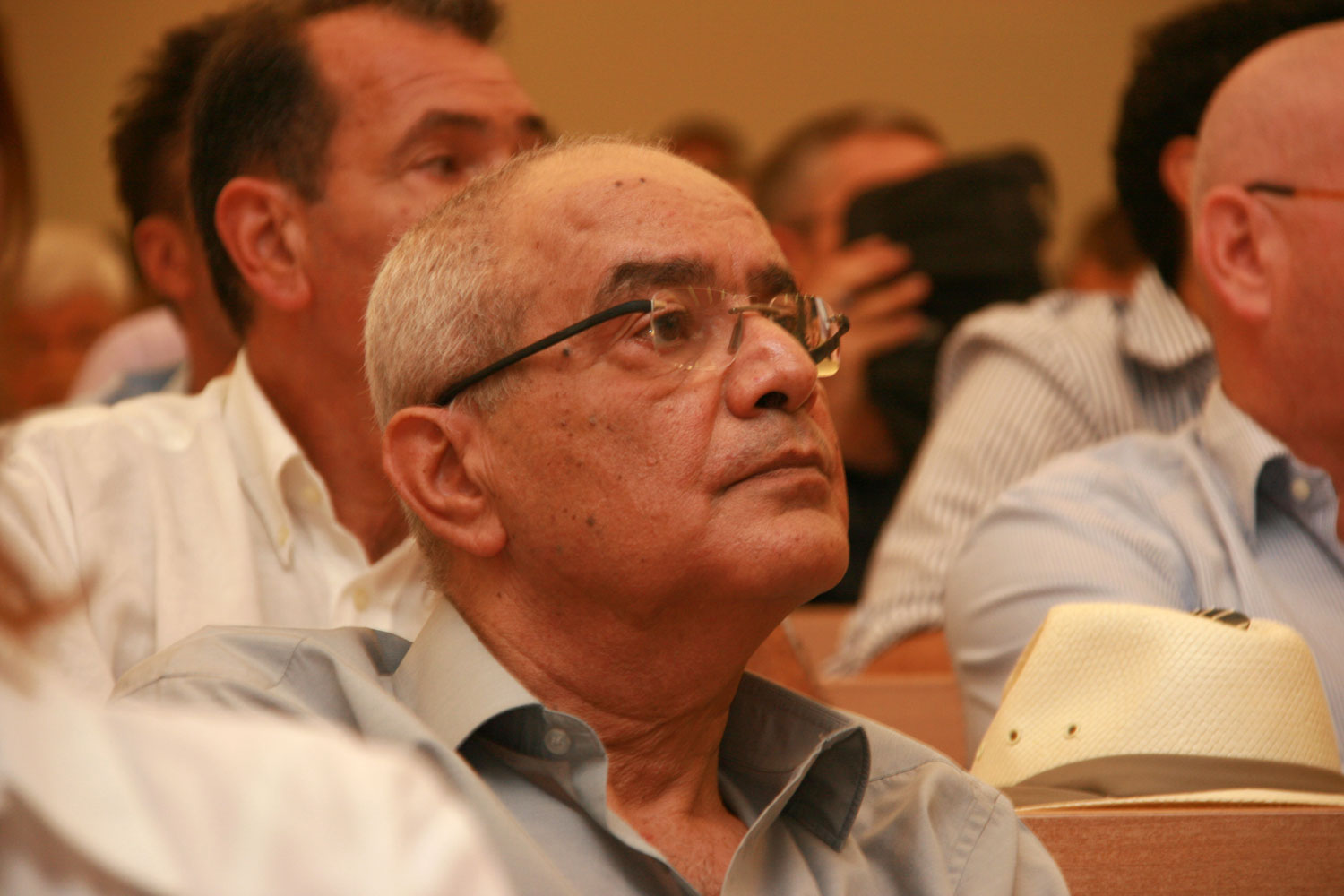
Dan Halutz

Dan Halutz (Hebreeuws: דן חלוץ ) (Tel Aviv, 7 augustus 1948) is een Israëlische luitenant-generaal. Van 1 juni 2005 tot 17 januari 2007 was hij de achttiende stafchef van het Israëlische leger. Vanwege het voor Israël teleurstellend verlopen conflict met de Libanese terreur- en guerrillabeweging Hezbollah (de Israëlisch-Libanese oorlog van 2006) trad hij als opperbevelhebber terug.
Halutz' vader kwam uit Iran. Hijzelf groeide op in de mosjav Hagor, gelegen in de kustregio Sharon. In 1966 werd hij in het Israëlische leger ingelijfd en kwam hij bij de luchtmacht terecht. Hij was een van de eerste piloten die in de Amerikaanse F-4 Phantom II-straaljagers mocht vliegen, toentertijd zeer moderne gevechtsvliegtuigen. Hij vocht mee in de Jom Kipoeroorlog van 1973 en in de Libanonoorlog van 1982.
Op de vraag die hem eens gesteld werd wat hij voelde als hij een bom liet vallen antwoordde hij: Wel als je dat zo nodig wilt weten, op dat moment voel ik een schok door mijn toestel gaan, van een seconde. Dat is het, verder niets.
Tussendoor studeerde hij economie. In 2000 kreeg hij het bevel over de luchtmacht en was als zodanig verantwoordelijk voor diverse liquidaties door Israëlische gevechtsvliegtuigen en -helikopters van militante Palestijnen gedurende de Tweede Intifada. Dat daarbij soms ook onschuldige omstanders omkwamen deerde hem niet. Voor Israëlische gevechtspiloten die dergelijke liquidatiemissies weigerden kon hij geen begrip opbrengen.
In 2005 werd hij door toenmalig premier Ariel Sharon plotseling tot stafchef van het gehele Israëlische leger bevorderd omdat zijn voorganger Moshe Ya'alon tegen de ontruiming van (bepaalde) Joodse nederzettingen in de Gazastrook en de Westelijke Jordaanoever zou zijn geweest, iets waar Halutz geen moeite mee had.
Hij ontpopte zich als een opperbevelhebber van de harde lijn die niet gerust was op hoe het in Libanon toeging waarbij hij vooral Hezbollah als potentieel gevaar duidde. Toen halverwege juli 2006 twee Israëlische soldaten aan de noordgrens door Hezbollah werden ontvoerd lieten hij en de andere leden van de militaire top de in oorlogszaken onervaren premier Ehud Olmert en de eveneens hierin onervaren minister van Defensie Amir Peretz het voorkomen dat met zware aanvallen op zuidelijk Libanon Hezbollah op de knieën gebracht zou kunnen worden en de twee ontvoerde Israëlische soldaten bevrijd. Deze aanvallen zouden in eerste instantie moeten bestaan uit bombardementen vanuit de lucht, later aangevuld met operaties op de grond. De in gang gezette oorlog verliep echter niet zoals Israël die in gedachten had omdat Hezbollah sterker en weerbarstiger bleek te zijn dan verwacht en met raketten op Noord-Israël terugvuurde.
De kritiek die Halutz na de oorlog op zijn functioneren ontving deed hem begin 2007 besluiten op te stappen. Op 30 april 2007 kwam een tussentijdse rapportage van de commissie-Winograd naar buiten die bezig was een openbaar onderzoek uit te voeren naar het Israëlische aandeel in de oorlog van de zomer van 2006 tegen Hezbollah in Libanon. De (tussentijdse) bevindingen van deze commissie vielen zeer negatief voor de verantwoordelijke politici en militaire top uit. Halutz kreeg het verwijt ondoordacht gehandeld te hebben en de politieke top niet te hebben ingelicht over de zwakke kanten van het leger. Zo was het Israëlische leger niet sterk genoeg om een grootschalige grondoorlog te voeren en bleek het geen afdoend antwoord op de vele raketaanvallen van Hezbollah te hebben. Ook de reserve-onderdelen van het leger waren onder de maat vanwege een onvoldoende voorbereiding op de gevechten en een ontoereikende uitrusting, bovendien konden ze niet snel genoeg worden ingezet.
Dit rapport liet echter buiten beschouwing wat de burgers van Libanon was aangedaan.
33 dagen van bombarderen zonder onderscheid te maken tussen burger- en militaire doelen leidde tot het doden van 1200 Libanese burgers, het verwoesten van hun huizen, van ziekenhuizen, ambulances, industriële doelen (bijvoorbeeld raffinaderijen) en wegen. Er waren 4000 gewonden te betreuren en een kwart van de bevolking moest hun huizen verlaten. De onderzoekscommissie liet in elk geval geen twijfel eraan bestaan dat Halutz in deze  een "dominante rol" gespeeld had. Er zijn er die dit oorlogsmisdaden noemen, vanwege het indiscriminele en disproportionele karakter van zijn oorlogsvoering.